# 翡翠即日重溫

原無綫安哥台台徽

翡翠即日重溫（英語：Jade Catch Up）是香港電視廣播有限公司旗下一條提供重播服務的頻道。

## 歷史與發展
2012年4月30日晚上11時，該頻道以「無綫安哥台」和分別作為中文和英文的頻道名稱正式開播，同時正式透過無綫收費電視使用第16/216頻道收看和now TV的無綫收費電視特選組合第816頻道播出。

2015年-2017年台徽

2013年4月1日，無綫網絡電視部分頻道號碼正式更改，其中該頻道將使用原有的第16/216頻道更改為現有的第11/211頻道。
2013年4月29日，該頻道將中文名稱的「無綫安哥台」更名為「安哥台」。
2015年3月30日早上10時，因應TVB煲劇台(最近稱為精選亞洲劇台)啟播，該頻道於無綫網絡電視的頻道號碼將原有的第11/211頻道更改為現有的第12/212頻道，但now TV未受影響。
2015年12月29日，該頻道將中文名稱的「無綫安哥台」和英文名稱的分別更名為「翡翠即日重溫」和。
2017年4月1日起，因應無綫網絡電視交還收費電視牌照，包括本頻道在內的所有收費頻道台徽都有改動，原無綫收費電視圓形三色LOGO被改為TVB商標。
2018年12月31日深夜12點（2019年1月1日深夜12點），該頻道於myTV SUPER終止播映。
2019年1月15日，該頻道於now TV終止播映。

## 節目編排
翡翠即日重温於周一至五晚上23:00起重複播放翡翠台於當天晚上19:00至23:00之間播放的節目，如周六及周日翡翠台的第三綫劇集有首播，則安排於23：00重播一次當晚翡翠台播映的第三綫劇集，周日及周一的0時至23時播放上周一至五20:00-23:00中任何一個時段的節目，其中第一綫劇集、第二綫劇集與翡翠台周一至周五22：30分時段的節目均一次性連播五集，第三綫劇集於周日播出上周日至本周六播出的集數，周一連播上上周日至上周日播放的集數。如果翡翠台周六和\或周日没有播放的第三綫劇集，则从当晚23时开始重播节目。